# Hans Weidner

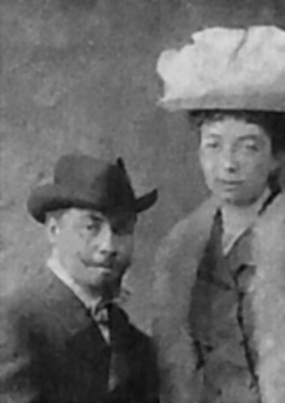
Hans Weidner (1908)
mit Ehefrau Käthe, geb. Halk

Hans Weidner (* 1875 in Bad Kissingen, Unterfranken; † 1953 ebenda) war ein deutscher Bildhauer.

## Leben
Er war der Sohn des Bad Kissinger Bildhauers Valentin Weidner (1848–1919). Seine Ausbildung machte er zunächst beim Vater, dann an der Königlichen Akademie der Bildenden Künste in München. Im Jahr 1907 war Weidner für ein ganzes Jahr als Bildhauer und Restaurator im Vatikan beschäftigt.
Weidner arbeitete in der väterlichen Werkstatt mit, die er nach des Vaters Tod im Jahr 1919 übernahm. Hans war künstlerisch wesentlich geschickter als sein Vater, doch leider weniger geschäftstüchtig als dieser. Wegen seiner Staublunge verlegte er seine Tätigkeit später auf die Arbeit als Restaurator, Vergolder und Holzschnitzer. Krankheitsbedingt konnte er seine künstlerischen Fähigkeiten also nicht voll ausschöpfen.
Weidner schuf Kriegerdenkmäler und Wappen, aber auch Grabmäler, wie man sie beispielsweise noch auf dem Kapellenfriedhof in Bad Kissingen finden kann. Wie sein Vater arbeitete Weidner anfangs im Stil des Historismus, später aber mehr im Jugendstil. Während seiner Mitarbeit in der väterlichen Werkstatt signierte er seine Werke mit den übereinander gestellten Buchstaben V und W (ligiert), den Initialen seines Vaters, während der anschließenden Selbständigkeit mit seinen eigenen Initialen „H.W.“.
Wegen des verlorenen Ersten Weltkrieges, anschließender Inflation und Weltwirtschaftskrise (1928) sowie nachfolgendem Zweiten Weltkrieg hatte Hans Weidner trotz höherer künstlerischer Fähigkeiten als sein Vater geschäftlich weitaus weniger Erfolg. Zuletzt musste er aus den Einnahmen des Kurzwarengeschäfts seiner Schwiegereltern Halk (Brunnengasse) leben, deren Tochter Käthe er geheiratet hatte.
Sein Grab befindet sich, wie das seines Vaters, auf dem Kapellenfriedhof in Bad Kissingen.